# تودور غيورغي
تودور غيورغي (بالرومانية: Tudor Gheorghe)‏ (ولد 1 أغسطس 1946) هو مغني وممثل روماني.

## ألبومات
| السنة | الألبوم                      | Label       |
| ----- | ---------------------------- | ----------- |
| 1974  | Viata Lumii                  | Electrecord |
| 1975  | Cantece De Dragoste, De Tara | Electrecord |
| 1976  | Veniti, Privighetoarea Canta | Electrecord |
| 1978  | Pasare Galbena-n Pene        | Electrecord |

## روابط خارجية
- تودور غيورغي على موقع IMDb (الإنجليزية)
- تودور غيورغي على موقع ميوزك برينز (الإنجليزية)
- تودور غيورغي على موقع أول ميوزيك (الإنجليزية)
- تودور غيورغي على موقع ديسكوغز (الإنجليزية)